# Streptogrizin B
Streptogrizin B (EC 3.4.21.81, Streptomyces griseus proteaza B, pronaza B, serinska proteinaza B,  proteinaza B,  proteinaza 1, Streptomyces griseus serinska proteinaza B) je enzim. Ovaj enzim katalizuje sledeću hemijsku reakciju
hidroliza proteina sa specifičnošću koja je slična tripsinu
Ovaj enzim je izolovan iz bakterije Streptomyces griseus.

## Literatura
- Nicholas C. Price; Lewis Stevens (1999). Fundamentals of Enzymology: The Cell and Molecular Biology of Catalytic Proteins (Third изд.). USA: Oxford University Press. ISBN 019850229X.
- Eric J. Toone (2006). Advances in Enzymology and Related Areas of Molecular Biology, Protein Evolution (Volume 75 изд.). Wiley-Interscience. ISBN 0471205036.
- Branden C; Tooze J. Introduction to Protein Structure. New York, NY: Garland Publishing. ISBN 0-8153-2305-0.
- Irwin H. Segel. Enzyme Kinetics: Behavior and Analysis of Rapid Equilibrium and Steady-State Enzyme Systems (Book 44 изд.). Wiley Classics Library. ISBN 0471303097.
- William P. Jencks (1987). Catalysis in Chemistry and Enzymology. Dover Publications. ISBN 0486654605.

## Spoljašnje veze
- Streptogrisin+B на 